# Mecyna submedialis
Mecyna submedialis là một loài bướm đêm trong họ Crambidae.